# Ралпачан
Ралпачан (тиб. རལ་པ་ཅན་ Ral-pa-can, полное имя: тиб. ཁྲི་གཙུག་ལྡེ་བཙན་ Khri gTsug lDe brTsan Ral-pa-can, кит. 赤祖德贊, родился 806, правил приблизительно 815—838) — царь Тибета, внук царя Трисонг Децена. Взошёл на трон как сын своего предшественника. Известен исключительной приверженностью буддийским этическим идеалам.
Ралпачан — третий, после Сонгцен Гампо и Трисонг Децена, «царь дхармы»: он внёс значительный вклад в развитие буддизма и тибетской цивилизации в целом.
Он приглашал мастеров, скульптуров, художников из Непала, Индии, Китая, Кашмира для выполнения задуманного им плана строительства буддийских храмов и монастырей. Он ввёл буддийских монахов в органы управления страной и предоставил им права решающего голоса наравне с главными министрами. Он также приравнял статус монаха к статусу высшего чиновничества.
Во время его правления государство активно спонсировало переводы буддийских сочинений с санскрита на тибетский язык.
Ралпачан приглашал из Индии известнейших буддийских учёных — комментаторов и знатоков канона с целью их участия в долгосрочном проекте перевода и толкования канонических текстов.
К началу IX века в Тибете на базе монастыря Самье постоянно работала значительная группа тибетских переводчиков, но отсутствовала единая концепция перевода. Тексты переводились без систематического плана и последовательности, не была продумана лингвистическая процедура передачи терминологии. Язык перевода буддийских текстов не был унифицирован, способы передачи терминологии варьировались в зависимости от языка оригиналов и личных интерпретаций наставника, руководившего работой. Тексты переводились с китайского, с санскрита, с языка сахар (возможно, уйгурского). Последующее изучение подобных переводов затруднялось, а иной раз делалось невозможным, так как многие слова передавались транслитерацией, то есть буддийская терминология вообще не переводилась на тибетский язык.
Ралпачан предложил собственную программу: из Индии были приглашены только те ученые — переводчики, которые славились как знатоки канона и его комментаторы, способные разъяснять тибетским переводчикам понятийный аппарат буддийских текстов различных категорий. Он приказал сформировать коллегию из опытных тибетских переводчиков, вновь прибывших индийских ученых и постоянно проживавших в Тибете наставников. Эта коллегия должна была совместными усилиями сформулировать и письменно зафиксировать единую концепцию переводческой деятельности. Фиксация правил передачи буддийских понятий и терминов с санскрита на тибетский язык привела к появлению первых словарей и справочников.
В 822 был заключён мирный договор с Китаем, подтверждающий право тибетцев на занятую территорию.
Во время правления Ралпачана империя ослабела, правительство погрузилось в интриги, активность проявили сторонники религии Бон. В результате переворота царь Ралпачан был убит, и власть получил Ландарма, который опирался на бонских сторонников и жестоко преследовал буддизм.